# Kiełbaska (dopływ Chrząstawki)
Kiełbaska – struga, prawy dopływ Chrząstawki o długości 8,92 km.
Płynie w województwie łódzkim, w gminie Zelów. Źródło strugi znajduje się w okolicach miejscowości Chajczyny. Przepływa w okolicach miejscowości Jawor i Wygiełzów.